# ʿAbd Schams ibn ʿAbd Manāf
ʿAbd Schams ibn ʿAbd Manāf (arabisch عبد شمس بن عبد مناف, DMG ʿAbd Šams ibn ʿAbd Manāf) war einer der Söhne des Quraischiten ʿAbd Manāf ibn Qusaiy und spielte zwei Generationen vor dem Propheten Mohammed eine bedeutende Rolle im politischen und wirtschaftlichen Leben von Mekka. Seine Nachkommen, die Banū ʿAbd Schams, waren im frühen 7. Jahrhundert einer der wichtigsten Clane Mekkas und erhielten durch die Umayyaden, die ihnen zugehörten, eine zentrale politische Position im frühen islamischen Staat.

## Leben
ʿAbd Schams war Zwillingsbruder von Hāschim ibn ʿAbd Manāf. Zusammen mit ihm und zwei weiteren Brüdern schuf er die politischen Voraussetzungen für den die Arabische Halbinsel umspannenden mekkanischen Handel. Er selbst soll Beziehungen mit dem Negus von Aksum angeknüpft haben.
Nach dem Tod seines Vaters erbte er von ihm Amt der Kommandantur (qiyāda) der Stadt Mekka. Als nunmehriges Oberhaupt des Clans ʿAbd Manāf forderte er die Vorherrschaft des ebenfalls quraischitischen Clans ʿAbd ad-Dār heraus, der mit den Clanen Machzūm, Sahm, Dschumah und ʿAdī verbündet war. Er selbst konnte dabei die Unterstützung der Clane Asad, Zuhra, Taim und al-Hārith ibn Fihr gewinnen.

## Die Banū ʿAbd Schams bis zum Tode des Propheten
ʿAbd Schams hatte acht Söhne: Habīb, Umaiya den Älteren, Umaiya den Jüngeren, ʿAbd Umaiya, Naufal, ʿAbd al-ʿUzzā, Rabīʿa und ʿAbd Allāh. Die führenden Männer unter den ʿAbd Schams im frühen 7. Jahrhundert waren Abū Uhaiha Saʿīd ibn al-ʿĀs und ʿUqba ibn Abī Muʿait, beide Enkel von Umaiya dem Älteren, und die beiden Söhne von Rabīʿa, ʿUtba und Schaiba. In dieser Zeit rivalisierten die ʿAbd Schams mit dem Clan Machzūm um die Führung der Stadt Mekka.
Während die meisten ʿAbd Schams der von Mohammed verkündeten neuen Religion anfangs feindlich gegenüberstanden, gab es einige wenige, die sich ihm anschlossen, darunter Uthman ibn Affan und Chālid ibn Saʿīd, die beide Umayyaden, also Nachkommen von Umaiya dem Älteren waren. Nach der Schlacht von Badr, bei der mehrere führende Persönlichkeiten der ʿAbd Schams und der Machzūm fielen, wurde Abū Sufyān ibn Harb zum Oberhaupt der ʿAbd Schams und damit auch zum führenden Mann von Mekka. Die Heirat seiner Tochter Ramla (= Umm Habība) mit Mohammed im Jahre 628, die durch Chālid ibn Saʿīd vermittelt wurde, bahnte den Ausgleich der ʿAbd Schams mit dem Propheten an.
Als 632 der zum relativ unbedeutenden Clan der Taim gehörende Abū Bakr zum Nachfolger des Propheten erhoben wurde, kehrten mehrere Angehörige der ʿAbd Schams ihre verwandtschaftliche Nähe mit den Banū Hāschim heraus und pochten auf die politischen Vorrechte der Nachkommen ʿAbd Manāfs, zu denen sie zusammen mit den Banū Hāschim gehörten. Chālid ibn Saʿīd weigerte sich mehr als zwei Monate lang, Abū Bakr den Treueid zu leisten und kritisierte ʿAlī ibn Abī Tālib und ʿUthmān ibn ʿAffān heftig dafür, dass sie die Herrschaftsübernahme Abū Bakr zugelassen hatten. Ein weiterer prominenter Angehöriger der ʿAbd Schams, der Abū Bakr die Gefolgschaft verweigerte, war Abū l-ʿĀs ibn ar-Rabīʿ, ein Sohn von ʿAbd al-ʿUzzā, der mit Zainab, der ältesten Tochter Mohammeds verheiratet war. Er nahm Partei für ʿAlī ibn Abī Tālib und gab ihm später, nach dem Tod von Fatima bint Mohammed, seine Tochter Umāma zur Frau.

## Der Aufstieg zum führenden Clan im islamischen Staat
Während des Kalifats von Abū Bakr waren mehrere prominente Angehörige der ʿAbd Schams an den militärischen Operationen der Muslime in Palästina beteiligt, darunter Chālid ibn Saʿīd, Walīd ibn ʿUqba und die beiden Söhne Abū Sufyāns, Yazīd und Muʿāwiya. Letzterer wurde später von Umar ibn al-Chattab als Statthalter in Syrien eingesetzt.
Mit der Wahl von ʿUthmān ibn ʿAffān im Jahre 644 wurde erstmals ein Angehöriger der ʿAbd Schams selbst zum Kalifen. Unter seiner Herrschaft stiegen zahlreiche Clanverwandte in führende Positionen des Staates auf. Kurz nach Herrschaftsantritt machte der Kalif ʿAlī ibn ʿAdī, einen Nachkommen von ʿAbd al-ʿUzzā, zum Statthalter von Mekka. Ein Jahr später unterstellte er das Gebiet von Homs, Qinnasrīn und der Dschazīra, das bis dahin eine eigene Provinz dargestellt hatte, der Oberhoheit Muʿāwiyas. Saʿd ibn Abī Waqqās, der Statthalter von Kufa, musste 645/6 Walīd ibn ʿUqba, weichen. Als es im Jahre 649/50 zu Beschwerden über den Statthalter von Basra, Abū Mūsā al-Aschʿarī, kam, wurde auch dieser Posten noch mit einem Angehörigen der ʿAbd Schams besetzt, nämlich ʿAbdallāh ibn ʿĀmir, einem Nachkommen von Habīb ibn ʿAbd Schams. Somit waren fast alle Statthalterposten in der Hand der Banū ʿAbd Schams.

## Die Polarisierung zwischen Banū Hāschim und ʿAbd Schams
Unter dem Kalifat von ʿAlī ibn Abī Tālib, das von Muʿāwiya nicht anerkannt wurde, kam es zum ersten Mal zu einer Polarisierung zwischen Banū Hāschim und ʿAbd Schams. Diese verstärkte sich, als nach der Ermordung ʿAlīs die Umayyaden dauerhaft die Herrschaft erlangten. Banū Hāschim und ʿAbd Schams gelangten immer mehr in ein Rivalitätsverhältnis, wobei beide auf ihren Vorrang pochten. 
Hierbei wurde auch das Verhältnis der Zwillingsbrüder Hāschim und ʿAbd Schams thematisiert. Die Umayyaden machten geltend, dass ʿAbd Schams der ältere der beiden Zwillingsbrüder war. Die Banū Hāschim meinten, dass ʿAbd Schams ähnlich wie der biblische Esau sein Erstgeburtsrecht an seinen jüngeren Zwillingsbruder verloren habe. Sein Sohn Umaiya, der Ahnvater der Umayyaden, habe mit der Großzügigkeit seines Onkels Hāschim nicht mithalten können und deswegen das mit großer Ehre verbundene Amt der Bewirtung (rifāda) und Tränkung (siqāya) der Mekka-Pilger an diesen abgeben müssen. Das rivalitäre Verhältnis zwischen Banū Hāschim und ʿAbd Schams wurde in Form eines Bildes in die Zeit der beiden Brüder rückprojiziert. ʿAbd Schams und Hāschim, so wurde erzählt, seien siamesische Zwillinge gewesen, die mit dem Schwert voneinander getrennt werden mussten. Das Blut, das bei ihrer Geburt floss, fließe noch heute weiter.
Nachdem 750 die Abbasiden, die zu den Banū Hāschim gehörten, die Macht ergriffen hatten, waren sie sehr daran interessiert, die Überlegenheit ihres Clans gegenüber den ʿAbd Schams aufzuzeigen. Diese politische Tendenz zeigt sich auch in zahlreichen Werken der islamischen Geschichtsschreibung, die während der Abbasidenzeit entstanden. Noch um die Mitte des 9. Jahrhunderts sah es der Literat al-Dschāhiz, der die Unterstützung des abbasidischen Kalifen al-Mutawakkil 'alā 'llāh genoss, als notwendig an, eine Abhandlung über die Überlegenheit der Banū Hāschim gegenüber den ʿAbd Schams zu verfassen. Die Argumente für die Überlegenheit der Banū Hāschim entnahm er hauptsächlich der vorislamischen Geschichte.